# Сарептская вдова

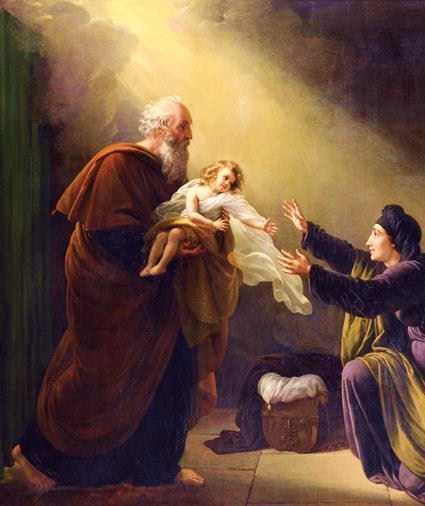

 Сарептская вдова, (вдова из Сарепты, Сараффия, Тарифтяныня) — персонаж Ветхого Завета, почитаемая в лике праматерей. Женщина, приютившая пророка Илию, который в благодарность сотворил несколько чудес: сделал так, чтобы в доме её еда не кончалась, а потом воскресил её маленького сына — предположительно, будущего пророка Иону.

## В Библии
В доме вдовы пророк Илия совершил два чуда, описанные в 3-й Книге Царств, 17 (3Цар. 17:17-23).
Сначала очутился в её родном городе, гонимый голодом, поразившим страну. Илия поселился в её доме и сделал так, чтобы еда в её доме чудесным образом не кончалась.

И встал он и пошёл в Сарепту; и когда пришёл к воротам города, вот, там женщина вдова собирает дрова. И подозвал он её и сказал: дай мне немного воды в сосуде напиться. И пошла она, чтобы взять; а он закричал вслед ей и сказал: возьми для меня и кусок хлеба в руки свои. Она сказала: жив Господь Бог твой! у меня ничего нет печёного, а только есть горсть муки в кадке и немного масла в кувшине; и вот, я наберу полена два дров, и пойду, и приготовлю это для себя и для сына моего; съедим это и умрём. И сказал ей Илия: не бойся, пойди, сделай, что ты сказала; но прежде из этого сделай небольшой опреснок для меня и принеси мне; а для себя и для своего сына сделаешь после; ибо так говорит Господь Бог Израилев: мука в кадке не истощится, и масло в кувшине не убудет до того дня, когда Господь даст дождь на землю. И пошла она и сделала так, как сказал Илия; и кормилась она, и он, и дом её несколько времени. Мука в кадке не истощалась, и масло в кувшине не убывало, по слову Господа, которое Он изрёк чрез Илию.

Затем он воскресил её сына.

После этого заболел сын этой женщины, хозяйки дома, и болезнь его была так сильна, что не осталось в нём дыхания. И сказала она Илии: что мне и тебе, человек Божий? ты пришёл ко мне напомнить грехи мои и умертвить сына моего. И сказал он ей: дай мне сына твоего. И взял его с рук её, и понёс его в горницу, где он жил, и положил его на свою постель, и воззвал к Господу и сказал: Господи Боже мой! неужели Ты и вдове, у которой я пребываю, сделаешь зло, умертвив сына её? И простёршись над отроком трижды, он воззвал к Господу и сказал: Господи Боже мой! да возвратится душа отрока сего в него! И услышал Господь голос Илии, и возвратилась душа отрока сего в него, и он ожил. И взял Илия отрока, и свёл его из горницы в дом, и отдал его матери его, и сказал Илия: смотри, сын твой жив. И сказала та женщина Илии: теперь-то я узнала, что ты человек Божий, и что слово Господне в устах твоих истинно.

### Комментарии
Комментаторы отмечают параллели между этой историей и сюжетом о воскрешении Иисусом Христом сына вдовы Наинской из Евангелия от Луки.
Иудейское предание считает пророка Иону учеником пророка Елисея. Другое предание, передаваемое блаженным Иеронимом, считает пророка Иону сыном сарептской вдовы, воскрешённым Илиею. Эти предания, устанавливающие связь Ионы с великими израильскими пророками, — Илиею и Елисеем, приняты православной церковью и включены в службу этому пророку на 22 сентября (5 октября).

### В других текстах
В Великом каноне Андрея Критского (в Среду 1-й Седмицы Великого Поста, на Великом повечерии), песнь 7-я, есть строки:

Заключися тебе небо душе, / и глад Божий постиже тя: / егда Илии Фесвитянина якоже Ахаав, / не покорися словесем иногда, / но Сараффии уподобився, / напитай пророчу душу.

В «Ермении» Дионисия Фурноагрофиота упоминается «Праведная Сараффия, к которой был послан пророк Илия, вдовица престарелая».

## В искусстве
В искусстве этот сюжет можно увидеть в росписях синагоги Дура Европос.